# Штрајк рудара угља 1902.
Штрајк рудара угља или штрајк рудара антрацита је био штрајк Сједињених Америчких рудара на антрацитним пољима угља источне Пенсилваније из 1902. године. Рудари су се борили за веће плате, краће радне дане и признање свог синдиката. Њихов штрајк је претио прекидом снабдевања угљом зими у већим америчким градовима. У то време, резиденције су обично грејане антрацитом или „тврдим“ угљом, који производи већу вредност топлоте и мање дима од „меког“ или каменог угља.
Штрајк се никада није наставио, јер су рудари примили повећање плата од 10% и смањили радне дане са десет на девет сати; власници су добили вишу цену угља и нису препознали синдикат као преговарачки агент. То је први радни спор у који је америчка савезна влада интервенисала као неутралан арбитар.

## Штрајкови из 1899. и 1900. године
Синдикат уједињених Америчких рудара је остварило велику победу у штрајку 1897. године на пољима  "меког угља" ( камени угаљ ) на Средњем западу, победивши тако што су добили знатно повећање плата. Број чланова удружења повећан је са 10.000 на 115.000 чланова. У антрацитском округу од 1899. до 1901. године дошло је до бројних малих штрајкова у којима је раднички синдикат стекао искуство и ујединио више радника. Штрајк из 1899. године у Нантикоку у Пенсилванији показао је да синдикати могу да победе у штрајку усмереном против подружнице једне од великих железница.
Надајући се да ће добити сличне повластице 1900. године, синдикат је наишао на оператере, који су далеко одлучнији противници него што се предвиђало јер су успоставили олигопол концентрацију власништва након драстичних колебања на тржишту угљеног антрацита. Власници угља су одбили да се састану или арбитрирају са синдикатом;. Затим је синдикат штрајковао 17. септембра 1900. године са резултатима који су изненадили чак и унију, пошто су рудари различитих националности и етничких група изашли у знак подршке.
Сенатор Републиканске странке Марк Хана из Охаја, који је и сам власник рудника битуминозног угља (он није умешан у штрајк), покушао је да реши штрајк, пошто се догодио мање од два месеца пре председничких избора. Радио је кроз Националну грађанску федерацију која је окупљала представнике рада и капитала. Ослањајући се на Џ.П. Моргана како би пренео своју поруку индустрији да ће штрајк наштетити поновном избору републикана Вилијама Макинлија, Хана је убедио власнике да признају поступак повећања плата и жалбе за штрајкаче. Индустрија је, с друге стране, одбила да званично призна Синдикат уједињених Амерички рудара као представника радника. Синдикат је прогласио победу и одустао од захтева за признањем синдиката.

## Штрајк на пољима антрацитног угља
Питања која су довела до штрајка из 1900. године била су једнако горућа 1902. године: унија је желела признање синдиката и степен контроле над индустријом. Индустрија, која је још увек размишљала од својих грешака 1900. године, противила се било којој савезној улози. 150.000 рудара тражило је своју недељну коверту за плату. Десетинама милиона становника града требао је угаљ да би загрејали своје домове.

Џон Мичел, председник синдиката уједињених Америчких рудара, предложио је посредовање путем Националне грађанске федерације, тада релативно прогресивних послодаваца посвећених колективном преговарању као средства за решавање радних спорова. Алтернативно, Мичел је предложио да одбор еминентних радника извештава о условима у нафтним пољима. Џорџ Баер, председник железничке пруге Филаделфија и Ридинг, једног од водећих послодаваца у индустрији, одбио је оба предлога: 
 Ископавање антрацита је посао, а не религијски, сентиментални или академски предлог... Не бих могао да пренесем ово пословно управљање чак тако угледном органу као што је Грађанска федерација, нити бих могао да се обратим за помоћ... еминентни прелати које сте именовали. 
 12. маја 1902, рудари антрацита који су гласали у Скрантону у Пенсилванији ступили су у штрајк. Запослени у одржавању, који су имали много стабилнији посао и нису се суочили са посебним опасностима од подземног рада, напустили су штрајк 2. јуна. Синдикат је имао подршку отприлике осамдесет процената радника у овој области, што износи више од 100.000 штрајкача. Отприлике 30.000 напустило је регион, многи су се упутили ка рудницима битумина на средњи запад; 10.000 мушкараца вратило се у Европу. Штрајк је убрзо створио претње насиљем између штрајкача с једне стране и нападача, Националне гарде Пенсилваније, локалне полиције и ангажованих детективских агенција са друге стране.

## Савезна интервенција
Дана 8. јуна, председник Теодор Рузвелт затражио је од свог комесара за рад, Карол Д. Вригхт-а, да истражи штрајк. Вригхт је истраживао и предложио реформе које су уважавале позицију сваке стране, препоручивши девет сати експерименталног радног дана и ограничено колективно преговарање. Рузвелт је одлучио да не објави извештај, због страха да се не појави заједно са синдикатом. 
Власници угља су одбили да преговарају са синдикатом. Као што је Џорџ Баер написао када је позван да уступи штрајкачима и њиховој заједници, "права и интереси радног човека биће заштићени и збринути - не од стране радних агитаната, већ од хришћанских људи којима је Бог у својој бесконачној мудрости дао контролу над имовинским интересима земље. "  Синдикат је ово писмо искористио да би покренуо јавно мњење у корист штрајка.
Рузвелт је хтео да интервенише, али његов генерални тужилац, Филандер Кнок, му је рекао да нема овлашћења да то учини. Хана и многи други из Републиканске странке били су такође забринути због политичких импликација уколико се штрајк не повуче у зиму, када је потреба за антрацитним угљом била највећа. Као што је Рузвелт рекао Хани, "глад од угља зими је ружна ствар и бојим се да ћемо видети страшну патњу и тешку катастрофу." 
Рузвелт је сазвао конференцију представника владе, рада и управе на 3. октобар 1902.гидине. Синдикат је сматрао да је само одржавање састанка еквивалентно признавању синдиката и попримило је помирљиви тон. Власници угља су Рузвелту рекли да су штрајкачи убили преко 20 људи и да би требало да употреби моћ владе „да заштити човека који жели да ради, и његову жену и децу када су на послу“. Уз одговарајућу заштиту, један власник је рекао да ће произвести довољно угља да заустави мањак горива. Гувернер је послао у Националну гарду, која је штитила рудник и мањину мушкараца који и даље раде. Рузвелт је покушао наговорити синдикат да прекине штрајк уз обећање да ће створити комисију за проучавање узрока штрајка и предложити решење, које је Рузвелт обећао подржати свим ауторитетима своје канцеларије. Митчел је то одбио и његово чланство је скоро једногласно изгласало његову одлуку.
Економичност угља вртела се око два фактора: већина трошкова производње била је зарада рудара, а ако би понуда пала, цена би порасла. У доба пре употребе нафте и струје није било добрих замена. Зарада је 1902. била мала због превелике понуде; стога су власници угља поздравили умерено дуг штрајк. Имали су огромне залихе које су се сваким даном повећавале. Власници угља су били противправни за заверу да угасе производњу, али не тако ако су рудари ступили у штрајк. Власници су поздравили штрајк, али су одлучно одбили да признају синдикат, јер су се плашили да ће синдикат контролисати индустрију угља манипулисањем преко штрајкова.
Рузвелт је и даље покушавао да изгради подршку за посредовано решење, убеђујући бившег председника Гровера Кливленда да се придружи комисији коју је створио. Такође је размотрио национализацију рудника под вођством Џона М. Скофилда . Тиме би америчка војска ставила контролу над угљеним пољима  како би се "рударили као пријемник", написао је Рузвелт.

## ЈП Морган интервенише
Џ.П. Морган, доминантна фигура у америчким финансијама, имао је улогу у решавању штрајка из 1900. године.I он је био дубоко умешан у овај штрајк: његова интересовања обухватала су железницу Ридинг, једног од највећих послодаваца рудара. Као шефа железнице поставио је Џорџа Баера, који је говорио за ову индустрију током штрајка.
На позив ратног секретара Елиху Рут-а, Морган је смислио још један компромисни предлог који је предвиђао арбитражу, док је индустрији дао право да негира да преговара са синдикатом, рекавши да сваки послодавац и његови запослени директно комуницирају са комисијом. Послодавци су се сложили под условом да петорица чланова буду војни инжењер, рударски инжењер, судија, експерт у области угља и "еминентни социолог". Послодавци су били вољни да прихвате вођу синдиката као "еминентног социолога", па је Рузвелт именовао Е. Е. Кларка, шефа синдиката железничких водича, "еминентним социологом". Након што су католички лидери вршили притисак, додао је шестог члана, католичког бискупа Џон Ланкастер Сполдинга, и комесара Вригта као седмог члана.

## Комисија за штрајк угља Антрацита
Антрацитски штрајк угља је завршен, после 163 дана, 23. октобра 1902. године. Повереници су почели са радом сутрадан, а затим провели недељу дана обилазећи регионе угља. Рајт је користио особље Министарства рада за прикупљање података о трошковима живота у пољима угља. 
Током наредна три месеца комесари су одржали саслушања у Скрантону, сведочећи 558 сведока, укључујући 240 рудара који су штрајковали, 153 не-синдикалних рудара, 154 власника рудника, и једанаест их је позвала Комисија. Баер је изнео завршне речи за власнике угља, док је адвокат Кларенс Дероу завршио са радницима.
Иако су комесари чули неке доказе о ужасним условима, закључили су да "покретни спектакл ужаса" има само мали број случајева. Генерално, социјални услови у рударским заједницама су добри, а рудари су оцењени као само делимично оправдани тврдњом да годишња зарада није довољна "за одржавање америчког животног стандарда".
Баер је у завршној речи рекао: „Ови људи не трпе. Зашто, дођавола, половина њих чак и не говори енглески". Даров је са своје стране сажео странице сведочења о малтретирању које је стекао у горућој реторики по којој је био познат: "Ми радимо за демократију, за човечанство, за будућност, јер ће дан за нас доћи прекасно да га видимо или сазнамо или да добијемо његове користи, али ће доћи и сећати се наше борбе, наших победа, наших пораза и речи које смо говорили. " 
На крају, међутим, реторика обе стране мало је утицала на Комисију, што је поделило разлику између рудара и власника рудника. Рудари су тражили повећање плата од 20%, а већина је добила повећање од 10%. Рудари су тражили осмочасовни дан и добили су девет сати рада уместо стандардних десет сати који су тада превладавали. Док су власници угља одбили да признају удружење уједињених радника у рудницима, морали су да пристану на арбитражни одбор са шест људи, састављен од једнаког броја представника рада и руководства, са овлашћењем за решавање радних спорова. Мичел је сматрао ово признање победом.

## После штрајка
Џон Мичел је написао да је током пет месеци умрло осам мушкараца, од којих су три или четири били штрајкачи или симпатизери. Током опсежног арбитражног сведочења, након што су власници компанија изнели тврдње да су штрајкачи убили 21 људи, Мичел се снажно није сложио и понудио је да одустане од места ако могу да именују мушкарце и покажу доказ.
Прва несрећа догодила се 1. јула. Нападач имигрант по имену Антони Гиусепе нађен је смртно погођен у близини експлоатације предузећа угља Леигх Валеи у Олд Фоџу ; мислило се да је полиција за угље и гвожђе која чува локацију пуцала на слепо кроз ограду. Уличне борбе у Шенадоа- у у Пенсилванији 30. јула између руље од 5000 штрајкачких рудара насупрот полицији довеле су до смрти премлаћивањем Јосепа Бедала, трговца и брата заменика шерифа. Савремено извештавање описује још три смртна случајева и раширене ране од пуцања међу штрајкачима и полицијом Шенадоа. 9. октобра, нападач по имену Вилијам Дурхам упуцан је и убијен у Браунсвилу у Пенсилванији, у близини Шенадоа. Лежао је крај полу динамизиране куће радника синдиката и није прихватио наређење да га зауставе. Легалност тог убиства по ратном стању је одведена на Врховни суд Пенсилваније .
Понашање и приватна улога полиције угља и гвожђа током штрајка довели су до формирања државне полиције у Пенсилванији, 2. маја 1905. године, јер је сенатски закон 278 у закон потписао гувернер Самуел В. Пенипакер . Две снаге су деловале паралелно до 1931. године.
Организовани рад прославио је исход као победу за Синдикат уједињених Америчких рудара и Америчку федерацију радничких синдиката уопште. Чланство у другим синдикатима је нагло расло, јер су умеренo тврдили да би могли донети конкретне користи за раднике много пре него радикални социјалисти који су планирали да свргну капитализам у будућности. Мичел је доказао своје лидерске способности и савладавање проблема етничких, вештинских и регионалних подела које су дуго мучиле унију у антрацитној угљеној регији. За разлику од тога, штрајкови радикалне Западне рударске федерације на западу често су се претворили у рат опсега између штрајкача и послодаваца и цивилних и војних власти. Овај штрајк је успешно посредовао кроз интервенције федералне владе, који је настојао да обезбеди " Тговачки посао " на обе стране. Нагодба је била важан корак у реформама прогресивне ере у деценији која је уследила. Већих штрајкова није било све до 1920-их година.